# Efor

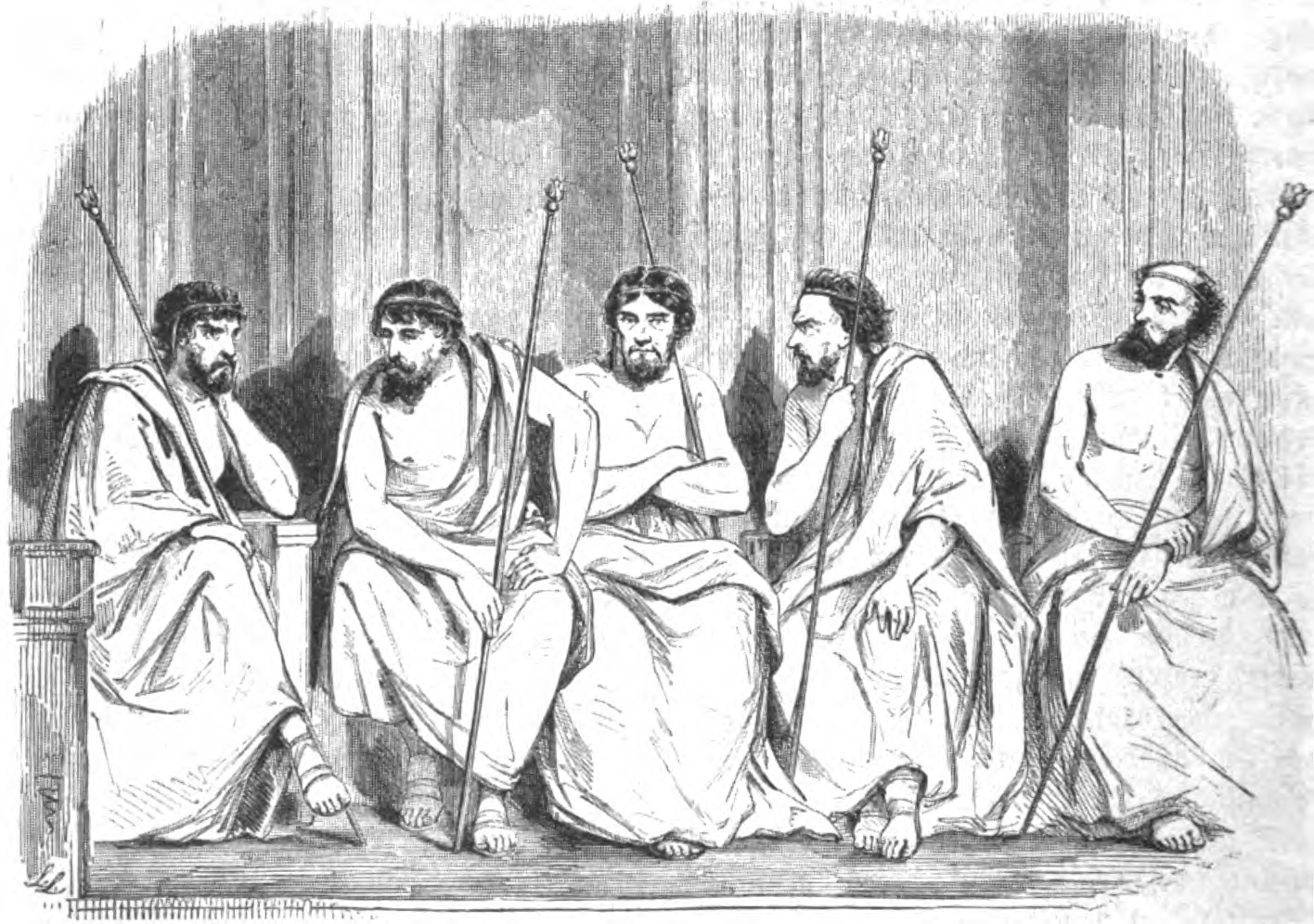
Vyobrazení eforů

Efor byl pravidelně každoročně volený úředník v starověké Spartě. Vedle gerúsie a lidového shromáždění (apella) to byla jedna z nejvýznamnějších politických institucí starověké Sparty.
Eforové tvořili sbor pěti úředníků, kteří měli především kontrolní funkci. Kontrolovali veškerý život ve Spartě, počínaje výchovou dětí, kontrolovali výcvik a způsob života spartských občanů. Rovněž kontrolovali krále, zda dodržují tzv. Lykurgovu ústavu, zda se v boji, kam dva efoři provázeli krále, chovali statečně. V případě, že zjistili nedostatky, mohli na místě trestat občany holí. Pokud zjistili, že král se choval v boji zbaběle, mohli ho dát soudit. Stíhání krále mohlo skončit jeho posláním do vyhnanství nebo i jeho sebevraždou.
Úřad efora měl zpočátku demokratický charakter. Byli voleni ze všech plnoprávných občanů každý rok. Jejich funkce byla především kontrolní, ale kromě toho jednali s cizími vyslanci, dohlíželi na právo, svolávali lidové shromáždění a řídili je. Ve 4. a především ve 3. století před Kristem vzrostla jejich moc a někteří tehdejší autoři označují jejich moc jako tyranskou.
Pojem efor byl použit v novověku a je užíván i v současnosti některými soukromými či veřejnými institucemi pro označení jejich orgánů či pracovníků.